# Ectroma fulvescens
Ectroma fulvescens är en stekelart som beskrevs av John Obadiah Westwood 1833. Ectroma fulvescens ingår i släktet Ectroma och familjen sköldlussteklar. Arten är reproducerande i Sverige. Inga underarter finns listade i Catalogue of Life.